# Campionato del mondo endurance 2015
Il Campionato del Mondo Endurance 2015 è stata la quarta edizione del campionato del mondo endurance. La serie è organizzata dalla FIA e dall'ACO. La serie è riservata a prototipi Le Mans e a vetture gran turismo preparate secondo le specifiche imposte dall'ACO. È iniziato il 12 aprile a Silverstone e terminato il 21 novembre a Sakhir, includendo anche l'83ª edizione della 24 Ore di Le Mans.

## Scuderie e piloti

### Classe LMP1
| Scuderia              | Telaio                  | Motore                       | Pneumatici | #  | Pilota               | Gare   |
| --------------------- | ----------------------- | ---------------------------- | ---------- | -- | -------------------- | ------ |
| Toyota Racing         | Toyota TS040 Hybrid     | Toyota 3.7 L V8              | M          | 1  | Anthony Davidson     | 1-8    |
| Toyota Racing         | Toyota TS040 Hybrid     | Toyota 3.7 L V8              | M          | 1  | Sébastien Buemi      | 1-8    |
| Toyota Racing         | Toyota TS040 Hybrid     | Toyota 3.7 L V8              | M          | 1  | Kazuki Nakajima      | 1, 3-8 |
| Toyota Racing         | Toyota TS040 Hybrid     | Toyota 3.7 L V8              | M          | 2  | Alexander Wurz       | 1-8    |
| Toyota Racing         | Toyota TS040 Hybrid     | Toyota 3.7 L V8              | M          | 2  | Stéphane Sarrazin    | 1-8    |
| Toyota Racing         | Toyota TS040 Hybrid     | Toyota 3.7 L V8              | M          | 2  | Mike Conway          | 1-8    |
| Team ByKolles         | CLM P1/01               | AER P60 Turbo V6             | M          | 4  | Simon Trummer        | 1-8    |
| Team ByKolles         | CLM P1/01               | AER P60 Turbo V6             | M          | 4  | Vitantonio Liuzzi    | 1-2    |
| Team ByKolles         | CLM P1/01               | AER P60 Turbo V6             | M          | 4  | Christian Klien      | 1-2    |
| Team ByKolles         | CLM P1/01               | AER P60 Turbo V6             | M          | 4  | Tiago Monteiro       | 3      |
| Team ByKolles         | CLM P1/01               | AER P60 Turbo V6             | M          | 4  | Pierre Kaffer        | 3-8    |
| Audi Sport Team Joest | Audi R18 e-tron quattro | Audi 4.0 L TDI V6            | M          | 7  | André Lotterer       | 1-8    |
| Audi Sport Team Joest | Audi R18 e-tron quattro | Audi 4.0 L TDI V6            | M          | 7  | Benoît Tréluyer      | 1-8    |
| Audi Sport Team Joest | Audi R18 e-tron quattro | Audi 4.0 L TDI V6            | M          | 7  | Marcel Fässler       | 1-8    |
| Audi Sport Team Joest | Audi R18 e-tron quattro | Audi 4.0 L TDI V6            | M          | 8  | Oliver Jarvis        | 1-8    |
| Audi Sport Team Joest | Audi R18 e-tron quattro | Audi 4.0 L TDI V6            | M          | 8  | Lucas Di Grassi      | 1-8    |
| Audi Sport Team Joest | Audi R18 e-tron quattro | Audi 4.0 L TDI V6            | M          | 8  | Loïc Duval           | 1-8    |
| Audi Sport Team Joest | Audi R18 e-tron quattro | Audi 4.0 L TDI V6            | M          | 9  | Marco Bonanomi       | 2-3    |
| Audi Sport Team Joest | Audi R18 e-tron quattro | Audi 4.0 L TDI V6            | M          | 9  | Filipe Albuquerque   | 2-3    |
| Audi Sport Team Joest | Audi R18 e-tron quattro | Audi 4.0 L TDI V6            | M          | 9  | René Rast            | 2-3    |
| Rebellion Racing      | Rebellion R-One         | AER P60 Turbo V6             | M          | 12 | Nicolas Prost        | 3-8    |
| Rebellion Racing      | Rebellion R-One         | AER P60 Turbo V6             | M          | 12 | Mathias Beche        | 3-8    |
| Rebellion Racing      | Rebellion R-One         | AER P60 Turbo V6             | M          | 12 | Nick Heidfeld        | 3-5    |
| Rebellion Racing      | Rebellion R-One         | AER P60 Turbo V6             | M          | 13 | Dominik Kraihamer    | 3-8    |
| Rebellion Racing      | Rebellion R-One         | AER P60 Turbo V6             | M          | 13 | Alexandre Imperatori | 3-8    |
| Rebellion Racing      | Rebellion R-One         | AER P60 Turbo V6             | M          | 13 | Daniel Abt           | 3-6    |
| Rebellion Racing      | Rebellion R-One         | AER P60 Turbo V6             | M          | 13 | Mathéo Tuscher       | 7-8    |
| Porsche Team          | Porsche 919 Hybrid      | Porsche 2.0 L Turbo V4       | M          | 17 | Timo Bernhard        | 1-8    |
| Porsche Team          | Porsche 919 Hybrid      | Porsche 2.0 L Turbo V4       | M          | 17 | Mark Webber          | 1-8    |
| Porsche Team          | Porsche 919 Hybrid      | Porsche 2.0 L Turbo V4       | M          | 17 | Brendon Hartley      | 1-8    |
| Porsche Team          | Porsche 919 Hybrid      | Porsche 2.0 L Turbo V4       | M          | 18 | Romain Dumas         | 1-8    |
| Porsche Team          | Porsche 919 Hybrid      | Porsche 2.0 L Turbo V4       | M          | 18 | Neel Jani            | 1-8    |
| Porsche Team          | Porsche 919 Hybrid      | Porsche 2.0 L Turbo V4       | M          | 18 | Marc Lieb            | 1-8    |
| Porsche Team          | Porsche 919 Hybrid      | Porsche 2.0 L Turbo V4       | M          | 19 | Nico Hülkenberg      | 2-3    |
| Porsche Team          | Porsche 919 Hybrid      | Porsche 2.0 L Turbo V4       | M          | 19 | Earl Bamber          | 2-3    |
| Porsche Team          | Porsche 919 Hybrid      | Porsche 2.0 L Turbo V4       | M          | 19 | Nick Tandy           | 2-3    |
| Nissan Motorsports    | Nissan GT-R LM Nismo    | Nissan VRX30A 3.0 L Turbo V6 | M          | 21 | Tsugio Matsuda       | 3      |
| Nissan Motorsports    | Nissan GT-R LM Nismo    | Nissan VRX30A 3.0 L Turbo V6 | M          | 21 | Lucas Ordóñez        | 3      |
| Nissan Motorsports    | Nissan GT-R LM Nismo    | Nissan VRX30A 3.0 L Turbo V6 | M          | 21 | Mark Šulžitskij      | 3      |
| Nissan Motorsports    | Nissan GT-R LM Nismo    | Nissan VRX30A 3.0 L Turbo V6 | M          | 22 | Harry Tincknell      | 3      |
| Nissan Motorsports    | Nissan GT-R LM Nismo    | Nissan VRX30A 3.0 L Turbo V6 | M          | 22 | Alex Buncombe        | 3      |
| Nissan Motorsports    | Nissan GT-R LM Nismo    | Nissan VRX30A 3.0 L Turbo V6 | M          | 22 | Michael Krumm        | 3      |
| Nissan Motorsports    | Nissan GT-R LM Nismo    | Nissan VRX30A 3.0 L Turbo V6 | M          | 23 | Olivier Pla          | 3      |
| Nissan Motorsports    | Nissan GT-R LM Nismo    | Nissan VRX30A 3.0 L Turbo V6 | M          | 23 | Jann Mardenborough   | 3      |
| Nissan Motorsports    | Nissan GT-R LM Nismo    | Nissan VRX30A 3.0 L Turbo V6 | M          | 23 | Max Chilton          | 3      |

### Classe LMP2
| Scuderia                  | Telaio                        | Motore                      | Pneumatici | #  | Pilota                   | Gare      |
| ------------------------- | ----------------------------- | --------------------------- | ---------- | -- | ------------------------ | --------- |
| G-Drive Racing            | Ligier JS P2                  | Nissan VK45DE 4.5 L V8      | D          | 26 | Roman Rusinov            | 1-8       |
| G-Drive Racing            | Ligier JS P2                  | Nissan VK45DE 4.5 L V8      | D          | 26 | Julien Canal             | 1-8       |
| G-Drive Racing            | Ligier JS P2                  | Nissan VK45DE 4.5 L V8      | D          | 26 | Sam Bird                 | 1-8       |
| G-Drive Racing            | Ligier JS P2                  | Nissan VK45DE 4.5 L V8      | D          | 28 | Gustavo Yacamán          | 1-8       |
| G-Drive Racing            | Ligier JS P2                  | Nissan VK45DE 4.5 L V8      | D          | 28 | Ricardo González         | 1-8       |
| G-Drive Racing            | Ligier JS P2                  | Nissan VK45DE 4.5 L V8      | D          | 28 | Pipo Derani              | 1-8       |
| Extreme Speed Motorsports | HPD ARX-03 Ligier JS P2       | Honda HR28TT 2.8 L Turbo V6 | D          | 30 | Scott Sharp              | 1-8       |
| Extreme Speed Motorsports | HPD ARX-03 Ligier JS P2       | Honda HR28TT 2.8 L Turbo V6 | D          | 30 | Ryan Dalziel             | 1-8       |
| Extreme Speed Motorsports | HPD ARX-03 Ligier JS P2       | Honda HR28TT 2.8 L Turbo V6 | D          | 30 | David Heinemeier Hansson | 1-8       |
| Extreme Speed Motorsports | HPD ARX-03 Ligier JS P2       | Honda HR28TT 2.8 L Turbo V6 | D          | 31 | Ed Brown                 | 1-8       |
| Extreme Speed Motorsports | HPD ARX-03 Ligier JS P2       | Honda HR28TT 2.8 L Turbo V6 | D          | 31 | Jon Fogarty              | 1-8       |
| Extreme Speed Motorsports | HPD ARX-03 Ligier JS P2       | Honda HR28TT 2.8 L Turbo V6 | D          | 31 | David Brabham            | 1         |
| Extreme Speed Motorsports | HPD ARX-03 Ligier JS P2       | Honda HR28TT 2.8 L Turbo V6 | D          | 31 | Johannes van Overbeek    | 2-8       |
| OAK Racing                | Ligier JS P2                  | Honda HR28TT 2.8 L Turbo V6 | D          | 34 | Chris Cumming            | 3         |
| OAK Racing                | Ligier JS P2                  | Honda HR28TT 2.8 L Turbo V6 | D          | 34 | Kévin Estre              | 3         |
| OAK Racing                | Ligier JS P2                  | Honda HR28TT 2.8 L Turbo V6 | D          | 34 | Laurens Vanthoor         | 3         |
| OAK Racing                | Ligier JS P2                  | Nissan VK45DE 4.5 L V8      | D          | 35 | Jacques Nicolet          | 1-3       |
| OAK Racing                | Ligier JS P2                  | Nissan VK45DE 4.5 L V8      | D          | 35 | Jean-Marc Merlin         | 1-3       |
| OAK Racing                | Ligier JS P2                  | Nissan VK45DE 4.5 L V8      | D          | 35 | Erik Maris               | 1-3       |
| Signatech Alpine          | Alpine A450b                  | Nissan VK45DE 4.5 L V8      | D          | 36 | Nelson Panciatici        | 1-8       |
| Signatech Alpine          | Alpine A450b                  | Nissan VK45DE 4.5 L V8      | D          | 36 | Paul-Loup Chatin         | 1-8       |
| Signatech Alpine          | Alpine A450b                  | Nissan VK45DE 4.5 L V8      | D          | 36 | Vincent Capillaire       | 1-6       |
| Signatech Alpine          | Alpine A450b                  | Nissan VK45DE 4.5 L V8      | D          | 36 | Tom Dillmann             | 7-8       |
| Strakka Racing            | Strakka Dome S103 Gibson 015S | Nissan VK45DE 4.5 L V8      | M D        | 42 | Nick Leventis            | 1-8       |
| Strakka Racing            | Strakka Dome S103 Gibson 015S | Nissan VK45DE 4.5 L V8      | M D        | 42 | Jonny Kane               | 1-8       |
| Strakka Racing            | Strakka Dome S103 Gibson 015S | Nissan VK45DE 4.5 L V8      | M D        | 42 | Danny Watts              | 1-8       |
| Team SARD Morand          | Morgan LMP2 Evo               | SARD (Judd) 3.6 L V8        | D          | 43 | Oliver Webb              | 2-8       |
| Team SARD Morand          | Morgan LMP2 Evo               | SARD (Judd) 3.6 L V8        | D          | 43 | Pierre Ragues            | 2-8       |
| Team SARD Morand          | Morgan LMP2 Evo               | SARD (Judd) 3.6 L V8        | D          | 43 | Zoël Amberg              | 2-3       |
| Team SARD Morand          | Morgan LMP2 Evo               | SARD (Judd) 3.6 L V8        | D          | 43 | Archie Hamilton          | 4-5       |
| Team SARD Morand          | Morgan LMP2 Evo               | SARD (Judd) 3.6 L V8        | D          | 43 | Chris Cumming            | 6-8       |
| KCMG                      | Oreca 05                      | Nissan VK45DE 4.5 L V8      | D          | 47 | Matthew Howson           | 1-8       |
| KCMG                      | Oreca 05                      | Nissan VK45DE 4.5 L V8      | D          | 47 | Richard Bradley          | 1-8       |
| KCMG                      | Oreca 05                      | Nissan VK45DE 4.5 L V8      | D          | 47 | Nick Tandy               | 1, 4, 6-8 |
| KCMG                      | Oreca 05                      | Nissan VK45DE 4.5 L V8      | D          | 47 | Nicolas Lapierre         | 2-3, 5    |

### Classe LMGTE Pro
| Scuderia               | Vettura                     | Pneumatici | #  | Pilota               | Gare     |
| ---------------------- | --------------------------- | ---------- | -- | -------------------- | -------- |
| AF Corse               | Ferrari 458 Italia GT2      | M          | 51 | Gianmaria Bruni      | 1-8      |
| AF Corse               | Ferrari 458 Italia GT2      | M          | 51 | Toni Vilander        | 1-8      |
| AF Corse               | Ferrari 458 Italia GT2      | M          | 51 | Giancarlo Fisichella | 3        |
| AF Corse               | Ferrari 458 Italia GT2      | M          | 71 | Davide Rigon         | 1-8      |
| AF Corse               | Ferrari 458 Italia GT2      | M          | 71 | James Calado         | 1-8      |
| AF Corse               | Ferrari 458 Italia GT2      | M          | 71 | Olivier Beretta      | 3        |
| Porsche Team Manthey   | Porsche 911 RSR             | M          | 91 | Richard Lietz        | 1, 3-8   |
| Porsche Team Manthey   | Porsche 911 RSR             | M          | 91 | Michael Christensen  | 1, 3-8   |
| Porsche Team Manthey   | Porsche 911 RSR             | M          | 91 | Sven Müller          | 2        |
| Porsche Team Manthey   | Porsche 911 RSR             | M          | 91 | Kévin Estre          | 2        |
| Porsche Team Manthey   | Porsche 911 RSR             | M          | 91 | Jörg Bergmeister     | 3        |
| Porsche Team Manthey   | Porsche 911 RSR             | M          | 92 | Frédéric Makowiecki  | 1-8      |
| Porsche Team Manthey   | Porsche 911 RSR             | M          | 92 | Patrick Pilet        | 1, 3-8   |
| Porsche Team Manthey   | Porsche 911 RSR             | M          | 92 | Richard Lietz        | 2        |
| Porsche Team Manthey   | Porsche 911 RSR             | M          | 92 | Wolf Henzler         | 3        |
| Aston Martin Racing    | Aston Martin V8 Vantage GTE | M          | 95 | Marco Sørensen       | 1-6, 8   |
| Aston Martin Racing    | Aston Martin V8 Vantage GTE | M          | 95 | Christoffer Nygaard  | 1-6, 8   |
| Aston Martin Racing    | Aston Martin V8 Vantage GTE | M          | 95 | Nicki Thiim          | 1, 3, 8  |
| Aston Martin Racing    | Aston Martin V8 Vantage GTE | M          | 97 | Darren Turner        | 1-8      |
| Aston Martin Racing    | Aston Martin V8 Vantage GTE | M          | 97 | Stefan Mücke         | 1-4      |
| Aston Martin Racing    | Aston Martin V8 Vantage GTE | M          | 97 | Robert Bell          | 2-3      |
| Aston Martin Racing    | Aston Martin V8 Vantage GTE | M          | 97 | Jonathan Adam        | 4-8      |
| Aston Martin Racing V8 | Aston Martin V8 Vantage GTE | M          | 99 | Fernando Rees        | 1-8      |
| Aston Martin Racing V8 | Aston Martin V8 Vantage GTE | M          | 99 | Alex MacDowall       | 1-8      |
| Aston Martin Racing V8 | Aston Martin V8 Vantage GTE | M          | 99 | Richie Stanaway      | 1-5, 7-8 |
| Aston Martin Racing V8 | Aston Martin V8 Vantage GTE | M          | 99 | Stefan Mücke         | 6        |

### Classe LMGTE Am
| Scuderia                | Vettura                     | Pneumatici | #  | Pilota                | Gare     |
| ----------------------- | --------------------------- | ---------- | -- | --------------------- | -------- |
| Larbre Compétition      | Chevrolet Corvette C7.R     | M          | 50 | Gianluca Roda         | 1-8      |
| Larbre Compétition      | Chevrolet Corvette C7.R     | M          | 50 | Paolo Ruberti         | 1-8      |
| Larbre Compétition      | Chevrolet Corvette C7.R     | M          | 50 | Kristian Poulsen      | 1-5, 8   |
| Larbre Compétition      | Chevrolet Corvette C7.R     | M          | 50 | Nicolai Sylvest       | 6-7      |
| SMP Racing              | Ferrari 458 Italia GT2      | M          | 55 | Viktor Shaitar        | 1-8      |
| SMP Racing              | Ferrari 458 Italia GT2      | M          | 55 | Alekseij Basov        | 1-8      |
| SMP Racing              | Ferrari 458 Italia GT2      | M          | 55 | Andrea Bertolini      | 1-8      |
| Dempsey Racing-Proton   | Porsche 911 RSR             | M          | 77 | Patrick Long          | 1-8      |
| Dempsey Racing-Proton   | Porsche 911 RSR             | M          | 77 | Marco Seefried        | 1-8      |
| Dempsey Racing-Proton   | Porsche 911 RSR             | M          | 77 | Patrick Dempsey       | 1-7      |
| Dempsey Racing-Proton   | Porsche 911 RSR             | M          | 77 | Christian Ried        | 8        |
| Abu Dhabi-Proton Racing | Porsche 911 RSR             | M          | 88 | Khalid Al Qubaisi     | 1-8      |
| Abu Dhabi-Proton Racing | Porsche 911 RSR             | M          | 88 | Christian Ried        | 1-7      |
| Abu Dhabi-Proton Racing | Porsche 911 RSR             | M          | 88 | Klaus Bachler         | 1-3, 7-8 |
| Abu Dhabi-Proton Racing | Porsche 911 RSR             | M          | 88 | Earl Bamber           | 4-6      |
| Abu Dhabi-Proton Racing | Porsche 911 RSR             | M          | 88 | Marco Mapelli         | 8        |
| AF Corse                | Ferrari 458 Italia GT2      | M          | 55 | Duncan Cameron        | 2-3      |
| AF Corse                | Ferrari 458 Italia GT2      | M          | 55 | Alex Mortimer         | 2-3      |
| AF Corse                | Ferrari 458 Italia GT2      | M          | 55 | Matt Griffin          | 2-3      |
| AF Corse                | Ferrari 458 Italia GT2      | M          | 61 | Peter Ashley Mann     | 3        |
| AF Corse                | Ferrari 458 Italia GT2      | M          | 61 | Raffaele Giammaria    | 3        |
| AF Corse                | Ferrari 458 Italia GT2      | M          | 61 | Matteo Cressoni       | 3        |
| AF Corse                | Ferrari 458 Italia GT2      | M          | 83 | François Perrodo      | 1-8      |
| AF Corse                | Ferrari 458 Italia GT2      | M          | 83 | Emmanuel Collard      | 1-8      |
| AF Corse                | Ferrari 458 Italia GT2      | M          | 83 | Rui Águas             | 1-7      |
| AF Corse                | Ferrari 458 Italia GT2      | M          | 83 | Matteo Cressoni       | 8        |
| Aston Martin Racing     | Aston Martin V8 Vantage GTE | M          | 96 | Stuart Hall           | 1-8      |
| Aston Martin Racing     | Aston Martin V8 Vantage GTE | M          | 96 | Francesco Castellacci | 1-8      |
| Aston Martin Racing     | Aston Martin V8 Vantage GTE | M          | 96 | Roald Goethe          | 1-4, 8   |
| Aston Martin Racing     | Aston Martin V8 Vantage GTE | M          | 96 | Benny Simonsen        | 5        |
| Aston Martin Racing     | Aston Martin V8 Vantage GTE | M          | 96 | Liam Griffin          | 6-7      |
| Aston Martin Racing     | Aston Martin V8 Vantage GTE | M          | 98 | Paul Dalla Lana       | 1-8      |
| Aston Martin Racing     | Aston Martin V8 Vantage GTE | M          | 98 | Pedro Lamy            | 1-8      |
| Aston Martin Racing     | Aston Martin V8 Vantage GTE | M          | 98 | Mathias Lauda         | 1-8      |

## Risultati e classifiche

### Risultati
| Gara | Evento                            | Circuito                      | Vincitori LMP1                                | Vincitori LMP2                                  | Vincitori LMGTE Pro                          | Vincitori LMGTE Am                            | Resoconto |
| ---- | --------------------------------- | ----------------------------- | --------------------------------------------- | ----------------------------------------------- | -------------------------------------------- | --------------------------------------------- | --------- |
| 1    | 6 Ore di Silverstone              | Circuito di Silverstone       | No. 7 Audi Sport Team Joest                   | No. 26 G-Drive Racing                           | No. 51 AF Corse                              | No. 98 Aston Martin Racing                    | Resoconto |
| 1    | 6 Ore di Silverstone              | Circuito di Silverstone       | André Lotterer Marcel Fässler Benoît Tréluyer | Roman Rusinov Julien Canal Sam Bird             | Gianmaria Bruni Toni Vilander                | Paul Dalla Lana Pedro Lamy Mathias Lauda      | Resoconto |
| 2    | 6 Ore di Spa-Francorchamps        | Circuito di Spa-Francorchamps | No. 7 Audi Sport Team Joest                   | No. 28 G-Drive Racing                           | No. 99 Aston Martin Racing V8                | No. 98 Aston Martin Racing                    | Resoconto |
| 2    | 6 Ore di Spa-Francorchamps        | Circuito di Spa-Francorchamps | André Lotterer Marcel Fässler Benoît Tréluyer | Gustavo Yacamán Ricardo González Pipo Derani    | Fernando Rees Alex MacDowall Richie Stanaway | Paul Dalla Lana Pedro Lamy Mathias Lauda      | Resoconto |
| 3    | 24 Ore di Le Mans                 | Circuit de la Sarthe          | No. 19 Porsche Team                           | No. 47 KCMG                                     | No. 71 AF Corse                              | No. 72 SMP Racing                             | Resoconto |
| 3    | 24 Ore di Le Mans                 | Circuit de la Sarthe          | Nico Hülkenberg Earl Bamber Nick Tandy        | Matthew Howson Richard Bradley Nicolas Lapierre | Davide Rigon James Calado Olivier Beretta    | Viktor Shaytar Aleksey Basov Andrea Bertolini | Resoconto |
| 4    | 6 Ore del Nürburgring             | Nürburgring                   | No. 17 Porsche Team                           | No. 47 KCMG                                     | No. 91 Porsche Team Manthey                  | No. 72 SMP Racing                             | Resoconto |
| 4    | 6 Ore del Nürburgring             | Nürburgring                   | Timo Bernhard Mark Webber Brendon Hartley     | Matthew Howson Richard Bradley Nick Tandy       | Richard Lietz Michael Christensen            | Viktor Shaytar Aleksey Basov Andrea Bertolini | Resoconto |
| 5    | 6 Ore del Circuito delle Americhe | Circuito delle Americhe       | No. 17 Porsche Team                           | No. 26 G-Drive Racing                           | No. 91 Porsche Team Manthey                  | No. 72 SMP Racing                             | Resoconto |
| 5    | 6 Ore del Circuito delle Americhe | Circuito delle Americhe       | Timo Bernhard Mark Webber Brendon Hartley     | Roman Rusinov Julien Canal Sam Bird             | Richard Lietz Michael Christensen            | Viktor Shaytar Aleksey Basov Andrea Bertolini | Resoconto |
| 6    | 6 Ore del Fuji                    | Circuito del Fuji             | No. 17 Porsche Team                           | No. 26 G-Drive Racing                           | No. 51 AF Corse                              | No. 77 Dempsey Racing-Proton                  | Resoconto |
| 6    | 6 Ore del Fuji                    | Circuito del Fuji             | Timo Bernhard Mark Webber Brendon Hartley     | Roman Rusinov Julien Canal Sam Bird             | Gianmaria Bruni Toni Vilander                | Patrick Dempsey Patrick Long Marco Seefried   | Resoconto |
| 7    | 6 Ore di Shanghai                 | Circuito di Shanghai          | No. 17 Porsche Team                           | No. 36 Signatech Alpine-Renault                 | No. 91 Porsche Team Manthey                  | No. 83 AF Corse                               | Resoconto |
| 7    | 6 Ore di Shanghai                 | Circuito di Shanghai          | Timo Bernhard Mark Webber Brendon Hartley     | Nelson Panciatici Paul-Loup Chatin Tom Dillmann | Richard Lietz Michael Christensen            | François Perrodo Emmanuel Collard Rui Águas   | Resoconto |
| 8    | 6 Ore del Bahrain                 | Bahrain International Circuit | No. 18 Porsche Team                           | No. 26 G-Drive Racing                           | No. 92 Porsche Team Manthey                  | No. 98 Aston Martin Racing                    | Resoconto |
| 8    | 6 Ore del Bahrain                 | Bahrain International Circuit | Marc Lieb Romain Dumas Neel Jani              | Roman Rusinov Julien Canal Sam Bird             | Frédéric Makowiecki Patrick Pilet            | Paul Dalla Lana Pedro Lamy Mathias Lauda      | Resoconto |

### Campionato piloti

#### Campionato piloti LMP
| Posizione | Pilota             | SIL | SPA | LMN | NÜR | AUS | FUJ | SHA | BHR | Punti |
| --------- | ------------------ | --- | --- | --- | --- | --- | --- | --- | --- | ----- |
| 1         | Timo Bernhard      | Rit | 3   | 2   | 1   | 1   | 1   | 1   | 5   | 166   |
| 1         | Mark Webber        | Rit | 3   | 2   | 1   | 1   | 1   | 1   | 5   | 166   |
| 1         | Brendon Hartley    | Rit | 3   | 2   | 1   | 1   | 1   | 1   | 5   | 166   |
| 2         | André Lotterer     | 1   | 1   | 3   | 3   | 2   | 3   | 3   | 2   | 161   |
| 2         | Marcel Fässler     | 1   | 1   | 3   | 3   | 2   | 3   | 3   | 2   | 161   |
| 2         | Benoît Tréluyer    | 1   | 1   | 3   | 3   | 2   | 3   | 3   | 2   | 161   |
| 3         | Marc Lieb          | 2   | 2   | 5   | 2   | 12  | 2   | 2   | 1   | 138,5 |
| 3         | Romain Dumas       | 2   | 2   | 5   | 2   | 12  | 2   | 2   | 1   | 138,5 |
| 3         | Neel Jani          | 2   | 2   | 5   | 2   | 12  | 2   | 2   | 1   | 138,5 |
| 4         | Loïc Duval         | 5   | 7   | 4   | 4   | 3   | 4   | 4   | 6   | 99    |
| 4         | Lucas Di Grassi    | 5   | 7   | 4   | 4   | 3   | 4   | 4   | 6   | 99    |
| 4         | Oliver Jarvis      | 5   | 7   | 4   | 4   | 3   | 4   | 4   | 6   | 99    |
| 5         | Anthony Davidson   | 3   | 8   | 8   | 5   | 4   | 5   | 6   | 4   | 79    |
| 5         | Sébastien Buemi    | 3   | 8   | 8   | 5   | 4   | 5   | 6   | 4   | 79    |
| 6         | Alexander Wurz     | 4   | 5   | 6   | 6   | Rit | 6   | 5   | 3   | 79    |
| 6         | Mike Conway        | 4   | 5   | 6   | 6   | Rit | 6   | 5   | 3   | 79    |
| 6         | Stéphane Sarrazin  | 4   | 5   | 6   | 6   | Rit | 6   | 5   | 3   | 79    |
| 7         | Kazuki Nakajima    | 3   |     | 8   | 5   | 4   | 5   | 6   | 4   | 75    |
| 8         | Nick Tandy         | 9   | 6   | 1   | 7   |     | Rit | 11  | 8   | 70,5  |
| 9         | Nico Hülkenberg    |     | 6   | 1   |     |     |     |     |     | 58    |
| 9         | Earl Bamber        |     | 6   | 1   |     |     |     |     |     | 58    |
| 10        | Roman Rusinov      | 6   | 17  | 10  | 8   | 5   | 9   | 10  | 7   | 33,5  |
| 10        | Julien Canal       | 6   | 17  | 10  | 8   | 5   | 9   | 10  | 7   | 33,5  |
| 10        | Sam Bird           | 6   | 17  | 10  | 8   | 5   | 9   | 10  | 7   | 33,5  |
| 11        | Matthew Howson     | 9   | 11  | 9   | 7   | 6   | Rit | 11  | 8   | 25    |
| 11        | Richard Bradley    | 9   | 11  | 9   | 7   | 6   | Rit | 11  | 8   | 25    |
| 12        | Filipe Albuquerque |     | 4   | 7   |     |     |     |     |     | 24    |
| 12        | Marco Bonanomi     |     | 4   | 7   |     |     |     |     |     | 24    |
| 12        | René Rast          |     | 4   | 7   |     |     |     |     |     | 24    |
| Posizione | Pilota             | SIL | SPA | LMN | NÜR | AUS | FUJ | SHA | BHR | Punti |

| Colore  | Risultato             |
| ------- | --------------------- |
| Oro     | Vincitore             |
| Argento | 2º posto              |
| Bronzo  | 3º posto              |
| Verde   | Finito a punti        |
| Blu     | Finito senza punti    |
| Viola   | Ritirato (Rit)        |
| Viola   | Non classificato (NC) |
| Rosso   | Non qualificato (NQ)  |
| Nero    | Squalificato (SQ)     |
| Bianco  | Non partito (NP)      |
| Bianco  | Non ha gareggiato     |
| Bianco  | Infortunato (INF)     |
| Bianco  | Escluso (ES)          |
| Bianco  | Gara cancellata (C)   |

#### Campionato piloti GTE
| Posizione | Pilota              | SIL | SPA | LMN | NÜR | AUS | FUJ | SHA | BHR | Punti |
| --------- | ------------------- | --- | --- | --- | --- | --- | --- | --- | --- | ----- |
| 1         | Richard Lietz       | 2   | 2   | 7   | 1   | 1   | 4   | 1   | 4   | 145   |
| 2         | Gianmaria Bruni     | 1   | 4   | 4   | 14  | 7   | 1   | 2   | 2   | 131,5 |
| 2         | Toni Vilander       | 1   | 4   | 4   | 14  | 7   | 1   | 2   | 2   | 131,5 |
| 3         | Michael Christensen | 2   |     | 7   | 1   | 1   | 4   | 1   | 5   | 127   |
| 4         | Davide Rigon        | 3   | 7   | 2   | 3   | 3   | 3   | 4   | 6   | 123   |
| 4         | James Calado        | 3   | 7   | 2   | 3   | 3   | 3   | 4   | 6   | 123   |
| 5         | Frédéric Makowiecki | 7   | 2   | Rit | 2   | 2   | 2   | 3   | 1   | 118   |
| 6         | Patrick Pilet       | 7   |     | Rit | 2   | 2   | 2   | 3   | 1   | 100   |
| 7         | Fernando Rees       | 6   | 1   | 9   | 5   | 4   | 7   | 5   | 7   | 84    |
| 7         | Alex MacDowall      | 6   | 1   | 9   | 5   | 4   | 7   | 5   | 7   | 84    |
| 8         | Christoffer Nygaard | 4   | 6   | 6   | 4   | 5   | 5   |     | 4   | 81    |
| 8         | Marco Sørensen      | 4   | 6   | 6   | 4   | 5   | 5   |     | 4   | 81    |
| 9         | Richie Stanaway     | 6   | 1   | 9   | 5   | 4   |     | 5   | 7   | 78    |
| 10        | Darren Turner       | 5   | 5   | Rit | 6   | 6   | 6   | 6   | 3   | 67    |
| 11        | Viktor Shaitar      | 10  | 10  | 1   | 7   | 8   | 13  | 9   | 12  | 65    |
| 11        | Alekseij Basov      | 10  | 10  | 1   | 7   | 8   | 13  | 9   | 12  | 65    |
| 11        | Andrea Bertolini    | 10  | 10  | 1   | 7   | 8   | 13  | 9   | 12  | 65    |
| 12        | Jonathan Adam       |     |     |     | 6   | 6   | 6   | 6   | 3   | 47    |
| Posizione | Pilota              | SIL | SPA | LMN | NÜR | AUS | FUJ | SHA | BHR | Punti |

| Colore  | Risultato             |
| ------- | --------------------- |
| Oro     | Vincitore             |
| Argento | 2º posto              |
| Bronzo  | 3º posto              |
| Verde   | Finito a punti        |
| Blu     | Finito senza punti    |
| Viola   | Ritirato (Rit)        |
| Viola   | Non classificato (NC) |
| Rosso   | Non qualificato (NQ)  |
| Nero    | Squalificato (SQ)     |
| Bianco  | Non partito (NP)      |
| Bianco  | Non ha gareggiato     |
| Bianco  | Infortunato (INF)     |
| Bianco  | Escluso (ES)          |
| Bianco  | Gara cancellata (C)   |

#### Trofeo piloti privati LMP1
| Posizione | Pilota               | SIL | SPA | LMN | NÜR | AUS | FUJ | SHA | BHR | Punti |
| --------- | -------------------- | --- | --- | --- | --- | --- | --- | --- | --- | ----- |
| 1         | Nicolas Prost        |     |     | 2   | 2   | 3   | 1   | 1   | 3   | 134   |
| 1         | Mathias Beche        |     |     | 2   | 2   | 3   | 1   | 1   | 3   | 134   |
| 2         | Alexandre Imperatori |     |     | 1   | Rit | 2   | 3   | Rit | 1   | 108   |
| 2         | Dominik Kraihamer    |     |     | 1   | Rit | 2   | 3   | Rit | 1   | 108   |
| 3         | Simon Trummer        | Rit | Rit | NP  | 1   | 1   | 2   | 2   | 2   | 104   |
| 3         | Pierre Kaffer        |     |     | NP  | 1   | 1   | 2   | 2   | 2   | 104   |
| 4         | Daniel Abt           |     |     | 1   | Rit | 2   | 3   |     |     | 83    |
| 5         | Nick Heidfeld        |     |     | 2   | 2   | 3   |     |     |     | 69    |
| 6         | Mathéo Tuscher       |     |     |     |     |     |     | Rit | 1   | 25    |
| Posizione | Pilota               | SIL | SPA | LMN | NÜR | AUS | FUJ | SHA | BHR | Punti |

| Colore  | Risultato             |
| ------- | --------------------- |
| Oro     | Vincitore             |
| Argento | 2º posto              |
| Bronzo  | 3º posto              |
| Verde   | Finito a punti        |
| Blu     | Finito senza punti    |
| Viola   | Ritirato (Rit)        |
| Viola   | Non classificato (NC) |
| Rosso   | Non qualificato (NQ)  |
| Nero    | Squalificato (SQ)     |
| Bianco  | Non partito (NP)      |
| Bianco  | Non ha gareggiato     |
| Bianco  | Infortunato (INF)     |
| Bianco  | Escluso (ES)          |
| Bianco  | Gara cancellata (C)   |

#### Trofeo endurance piloti LMP2
| Posizione | Pilota            | SIL | SPA | LMN | NÜR | AUS | FUJ | SHA | BHR | Punti |
| --------- | ----------------- | --- | --- | --- | --- | --- | --- | --- | --- | ----- |
| 1         | Roman Rusinov     | 1   | 9   | 2   | 2   | 1   | 1   | 2   | 1   | 178   |
| 1         | Julien Canal      | 1   | 9   | 2   | 2   | 1   | 1   | 2   | 1   | 178   |
| 1         | Sam Bird          | 1   | 9   | 2   | 2   | 1   | 1   | 2   | 1   | 178   |
| 2         | Matthew Howson    | 4   | 3   | 1   | 1   | 2   | Rit | 3   | 2   | 155   |
| 2         | Richard Bradley   | 4   | 3   | 1   | 1   | 2   | Rit | 3   | 2   | 155   |
| 3         | Gustavo Yacamán   | 2   | 1   | 3   | 3   | 3   | 3   | Rit | 3   | 134   |
| 3         | Ricardo González  | 2   | 1   | 3   | 3   | 3   | 3   | Rit | 3   | 134   |
| 3         | Pipo Derani       | 2   | 1   | 3   | 3   | 3   | 3   | Rit | 3   | 134   |
| 4         | Nelson Panciatici | Rit | 4   | Rit | 5   | 6   | 2   | 1   | 4   | 86    |
| 4         | Paul-Loup Chatin  | Rit | 4   | Rit | 5   | 6   | 2   | 1   | 4   | 86    |
| 5         | Nicolas Lapierre  |     | 3   | 1   |     | 2   |     |     |     | 84    |
| 6         | Nick Tandy        | 4   |     |     | 1   |     | Rit | 3   | 2   | 71    |
| 7         | Oliver Webb       |     | 2   | Rit | 4   | 5   | 5   | 4   | 6   | 70    |
| 7         | Pierre Ragues     |     | 2   | Rit | 4   | 5   | 5   | 4   | 6   | 70    |
| Posizione | Pilota            | SIL | SPA | LMN | NÜR | AUS | FUJ | SHA | BHR | Punti |

| Colore  | Risultato             |
| ------- | --------------------- |
| Oro     | Vincitore             |
| Argento | 2º posto              |
| Bronzo  | 3º posto              |
| Verde   | Finito a punti        |
| Blu     | Finito senza punti    |
| Viola   | Ritirato (Rit)        |
| Viola   | Non classificato (NC) |
| Rosso   | Non qualificato (NQ)  |
| Nero    | Squalificato (SQ)     |
| Bianco  | Non partito (NP)      |
| Bianco  | Non ha gareggiato     |
| Bianco  | Infortunato (INF)     |
| Bianco  | Escluso (ES)          |
| Bianco  | Gara cancellata (C)   |

#### Trofeo endurance piloti GTE Am
| Posizione | Pilota                | SIL | SPA | LMN | NÜR | AUS | FUJ | SHA | BHR | Punti |
| --------- | --------------------- | --- | --- | --- | --- | --- | --- | --- | --- | ----- |
| 1         | Viktor Shaitar        | 3   | 3   | 1   | 1   | 1   | 6   | 3   | 5   | 165   |
| 1         | Alekseij Basov        | 3   | 3   | 1   | 1   | 1   | 6   | 3   | 5   | 165   |
| 1         | Andrea Bertolini      | 3   | 3   | 1   | 1   | 1   | 6   | 3   | 5   | 165   |
| 2         | François Perrodo      | 2   | 2   | 3   | 3   | 3   | 3   | 1   | 4   | 148   |
| 2         | Emmanuel Collard      | 2   | 2   | 3   | 3   | 3   | 3   | 1   | 4   | 148   |
| 3         | Paul Dalla Lana       | 1   | 1   | NC  | 2   | 5   | 2   | 2   | 1   | 144   |
| 3         | Pedro Lamy            | 1   | 1   | NC  | 2   | 5   | 2   | 2   | 1   | 144   |
| 3         | Mathias Lauda         | 1   | 1   | NC  | 2   | 5   | 2   | 2   | 1   | 144   |
| 4         | Rui Águas             | 2   | 2   | 3   | 3   | 3   | 3   | 1   |     | 136   |
| 5         | Patrick Long          | 6   | 5   | 2   | 4   | 4   | 1   | 4   | 3   | 131   |
| 5         | Marco Seefried        | 6   | 5   | 2   | 4   | 4   | 1   | 4   | 3   | 131   |
| 6         | Patrick Dempsey       | 6   | 5   | 2   | 4   | 4   | 1   | 4   |     | 116   |
| 7         | Khalid Al Qubaisi     | 5   | 4   | Rit | 6   | 2   | 5   | 7   | 2   | 82    |
| 8         | Christian Ried        | 5   | 4   | Rit | 6   | 2   | 5   | 7   | 3   | 79    |
| 9         | Stuart Hall           | 4   | 6   | Rit | 7   | 6   | 7   | 6   | 7   | 54    |
| 9         | Francesco Castellacci | 4   | 6   | Rit | 7   | 6   | 7   | 6   | 7   | 54    |
| Posizione | Pilota                | SIL | SPA | LMN | NÜR | AUS | FUJ | SHA | BHR | Punti |

| Colore  | Risultato             |
| ------- | --------------------- |
| Oro     | Vincitore             |
| Argento | 2º posto              |
| Bronzo  | 3º posto              |
| Verde   | Finito a punti        |
| Blu     | Finito senza punti    |
| Viola   | Ritirato (Rit)        |
| Viola   | Non classificato (NC) |
| Rosso   | Non qualificato (NQ)  |
| Nero    | Squalificato (SQ)     |
| Bianco  | Non partito (NP)      |
| Bianco  | Non ha gareggiato     |
| Bianco  | Infortunato (INF)     |
| Bianco  | Escluso (ES)          |
| Bianco  | Gara cancellata (C)   |

### Campionato costruttori

#### Campionato costruttori LMP1
| Posizione | Costruttore | SIL | SPA | LMN | NÜR | AUS | FUJ | SHA | BHR | Punti |
| --------- | ----------- | --- | --- | --- | --- | --- | --- | --- | --- | ----- |
| 1         | Porsche     | 2   | 2   | 1   | 1   | 1   | 1   | 1   | 1   | 344   |
| 1         | Porsche     | Rit | 3   | 2   | 2   | 5   | 2   | 2   | 5   | 344   |
| 2         | Audi        | 1   | 1   | 3   | 3   | 2   | 3   | 3   | 2   | 264   |
| 2         | Audi        | 5   | 5   | 4   | 4   | 3   | 4   | 4   | 6   | 264   |
| 3         | Toyota      | 3   | 4   | 6   | 5   | 4   | 5   | 5   | 3   | 164   |
| 3         | Toyota      | 4   | 6   | 8   | 6   | Rit | 6   | 6   | 4   | 164   |
| 4         | Nissan      |     |     | NC  |     |     |     |     |     | 0     |
| 4         | Nissan      | Rit |     |     |     |     |     |     |     | 0     |

| Colore  | Risultato             |
| ------- | --------------------- |
| Oro     | Vincitore             |
| Argento | 2º posto              |
| Bronzo  | 3º posto              |
| Verde   | Finito a punti        |
| Blu     | Finito senza punti    |
| Viola   | Ritirato (Rit)        |
| Viola   | Non classificato (NC) |
| Rosso   | Non qualificato (NQ)  |
| Nero    | Squalificato (SQ)     |
| Bianco  | Non partito (NP)      |
| Bianco  | Non ha gareggiato     |
| Bianco  | Infortunato (INF)     |
| Bianco  | Escluso (ES)          |
| Bianco  | Gara cancellata (C)   |

#### Campionato costruttori GTE
| Posizione | Costruttore  | SIL | SPA | LMN | NÜR | AUS | FUJ | SHA | BHR | Punti |
| --------- | ------------ | --- | --- | --- | --- | --- | --- | --- | --- | ----- |
| 1         | Porsche      | 2   | 2   | 3   | 1   | 1   | 2   | 1   | 1   | 290   |
| 1         | Porsche      | 7   | 3   | 7   | 2   | 2   | 4   | 3   | 5   | 290   |
| 2         | Ferrari      | 1   | 4   | 1   | 3   | 3   | 1   | 2   | 2   | 286   |
| 2         | Ferrari      | 3   | 7   | 2   | 7   | 7   | 3   | 4   | 6   | 286   |
| 3         | Aston Martin | 4   | 1   | 6   | 4   | 4   | 5   | 5   | 3   | 164   |
| 3         | Aston Martin | 5   | 5   | 8   | 5   | 5   | 6   | 6   | 4   | 164   |

| Colore  | Risultato             |
| ------- | --------------------- |
| Oro     | Vincitore             |
| Argento | 2º posto              |
| Bronzo  | 3º posto              |
| Verde   | Finito a punti        |
| Blu     | Finito senza punti    |
| Viola   | Ritirato (Rit)        |
| Viola   | Non classificato (NC) |
| Rosso   | Non qualificato (NQ)  |
| Nero    | Squalificato (SQ)     |
| Bianco  | Non partito (NP)      |
| Bianco  | Non ha gareggiato     |
| Bianco  | Infortunato (INF)     |
| Bianco  | Escluso (ES)          |
| Bianco  | Gara cancellata (C)   |

### Campionato scuderie

#### Trofeo endurance per scuderie private LMP1
| Posizione | Macchina | Team             | SIL | SPA | LMN | NÜR | AUS | FUJ | SHA | BHR | Punti |
| --------- | -------- | ---------------- | --- | --- | --- | --- | --- | --- | --- | --- | ----- |
| 1         | 12       | Rebellion Racing |     |     | 2   | 2   | 3   | 1   | 1   | 3   | 134   |
| 2         | 13       | Rebellion Racing |     |     | 1   | Rit | 2   | 3   | Rit | 1   | 108   |
| 3         | 4        | Team ByKolles    | Rit | Rit | NP  | 1   | 1   | 2   | 2   | 2   | 104   |

| Colore  | Risultato             |
| ------- | --------------------- |
| Oro     | Vincitore             |
| Argento | 2º posto              |
| Bronzo  | 3º posto              |
| Verde   | Finito a punti        |
| Blu     | Finito senza punti    |
| Viola   | Ritirato (Rit)        |
| Viola   | Non classificato (NC) |
| Rosso   | Non qualificato (NQ)  |
| Nero    | Squalificato (SQ)     |
| Bianco  | Non partito (NP)      |
| Bianco  | Non ha gareggiato     |
| Bianco  | Infortunato (INF)     |
| Bianco  | Escluso (ES)          |
| Bianco  | Gara cancellata (C)   |

#### Trofeo endurance per scuderie LMP2
| Posizione | Macchina | Team                      | SIL | SPA | LMN | NÜR | AUS | FUJ | SHA | BHR | Punti |
| --------- | -------- | ------------------------- | --- | --- | --- | --- | --- | --- | --- | --- | ----- |
| 1         | 26       | G-Drive Racing            | 1   | 9   | 2   | 2   | 1   | 1   | 2   | 1   | 178   |
| 2         | 47       | KCMG                      | 4   | 3   | 1   | 1   | 2   | Rit | 3   | 2   | 155   |
| 3         | 28       | G-Drive Racing            | 2   | 1   | 3   | 3   | 3   | 3   | Rit | 3   | 134   |
| 4         | 36       | Signatech Alpine          | Rit | 4   | Rit | 5   | 6   | 2   | 1   | 4   | 86    |
| 5         | 43       | Team SARD Morand          |     | 2   | Rit | 4   | 5   | 5   | 4   | 6   | 70    |
| 6         | 42       | Strakka Racing            | 3   | 5   | Rit | 5   | 7   | 6   | 6   | 5   | 63    |
| 7         | 30       | Extreme Speed Motorsports | NP  | 8   | 5   | 6   | 4   | 4   | Rit | 7   | 62    |
| 8         | 31       | Extreme Speed Motorsports | 6   | 7   | 4   | 7   | Rit | 7   | 5   | 8   | 62    |
| 9         | 35       | OAK Racing                | 5   | 6   | 6   |     |     |     |     |     | 34    |

| Colore  | Risultato             |
| ------- | --------------------- |
| Oro     | Vincitore             |
| Argento | 2º posto              |
| Bronzo  | 3º posto              |
| Verde   | Finito a punti        |
| Blu     | Finito senza punti    |
| Viola   | Ritirato (Rit)        |
| Viola   | Non classificato (NC) |
| Rosso   | Non qualificato (NQ)  |
| Nero    | Squalificato (SQ)     |
| Bianco  | Non partito (NP)      |
| Bianco  | Non ha gareggiato     |
| Bianco  | Infortunato (INF)     |
| Bianco  | Escluso (ES)          |
| Bianco  | Gara cancellata (C)   |